# 境界線上的地平線角色列表
日本作家川上稔所著輕小說《境界線上的地平線》的登場角色介紹。
部分角色譯名以台灣角川所代理的繁體中文版漫畫為主。

## 武藏
葵·托利（配音：福山潤）
男主角，役職：極東總長兼學生會會長兼武藏副王，葵·喜美的弟弟。
具備獨特的人望，無論在敵人還是朋友中都惹人注目。雖然武藏的一切動作基本上都沒有他的參與，但整個武藏的大方向卻是由他決定的。
日常生活中動不動就全裸、女裝，被吐槽時會因為藝能神的裝傻術式而出現極度誇張如爆炸、飛空等效果，但因此會減輕許多傷害，即便是戰鬥中依然有效。
左肩有因為十年前的事故留下的舊傷。
儘管看起來像個笨蛋（實際上也差不多），但非常善於觀察他人的心情，在必要時會對朋友作出最有力的支持。
能力最低、沒什麼能耐的人，被稱為“不可能男”。
上位契約後擁有將自己的感情與流體分配給與他的共鬥者的“全能力任意對象傳播術式”，由於其為武藏的兩位副王之一，掌握有武藏四分之一的權限，所以可分配的流體包含了整座武藏的四分之一的流體，在實戰中變相可供隊友有近乎無限使用的流體，雖然該能力會受自身的轉化能力的限制，但因葵本身秘密特訓過所以在實戰上依然可以支持大量的戰士戰鬥。只是，作為契約的一部分，只要葵一陷入悲傷就會受到被強行奪去所有祭品的懲罰，而以葵的情況連其生命都會被奪去，所以現在葵處於一陷入悲傷就會死亡的狀態。
平時看起來沒有什麼實力，在遇到危機時常喊出「誰來救救我」或「有誰能對付它嗎?」之類的台詞尋求救援。而至今為止托利每次喊都有人來救援。
赫萊森·阿利亞達斯特/P-01s/【赫萊子】（配音：茅原實里）
武藏的住民，麵包屋兼輕食店「青雷亭」店員。極東代表兼武藏副王。無感情起伏與無表情的自動人偶。作為女主角、靈魂寄宿在人形身驅體內的「自動人偶」，被賦予了新生命登場。
在第一季的每集開頭都會唱「通道之歌」
沒有來到武藏一年之前的記憶，所以來歷也不明。由女店長照顧著，並且擔當店內的看板娘工作。
真實身份為松平·元信的女兒，十年前因事故受到重傷而瀕死之際，被父親改造成自動人偶，並且將本身情感化為九具大罪武裝。
「三河消失」事件之後，被認定為極東代表繼承權第1位。被聖連要求以「自害」為「三河消失」事故負起全責，由三征西班牙的警護隊收監看管。
其後為托利等人成功營救之後，正式入學後轉入主角群就讀的三年梅組。
雖然本身一開始就擁有代表「妒嫉」的大罪武裝「慕戀的全域」，但卻沒有「妒嫉」的情感。
基本上是在生體式的關節之類地方塗上塗料的類型。除了身體部分和腿部部分外，從頸部開始到胸部上方、肩膀到手指末梢都覆蓋了一層黑色的軟質素材，因為排熱效率不好，所以皮膚容易出汗。
設定圖裡頸部和肩膀也是一片黑，其實並不是穿了什麼衣服，而是皮膚本來如此。因為胸部和腹部都是使用和人類皮膚相似的素材，脫掉衣服的話由於色彩的區分感覺就像穿上了一件黑色的T恤般。
為了保護部份的驅動系統，所以手腕與頸部全黑。
四肢和頸部可以分割整備，但如果頭部需要長期分割，則需要使用維持系統，而更換潤滑劑和關節結構的清潔、整備由各部件上的隱藏的開口進行。
頭部左右的耳朵上半部分用來散熱，下半部分則是以感測器為主的零件。
耳朵雖位於感測器的基座上，但看起來就像戴了全罩式耳機。為了聽清楚周圍的聲音時，看起來像是用手捧著耳機的姿勢。
衣裝方面，為了給人在麵包屋之類地方工作的印象，而有毛線上衣的感覺。下邊則穿著從先端開始設計成管狀的內衣。
另外，腿的黑色部分是內衣與長筒襪。
另外在獲得立花·宗茂的大罪武裝「悲嘆的怠惰」後獲得了創造儲備用異空間的能力。

### 學生會
本多·正純（配音：澤城美雪）
學生會副會長。男裝打扮的認真少女。戰種：交涉師。
因為有當政治家的志願而擅長辯論術的交涉師。與暫定議會議員·本多正信是父女關係。
曾經為了「襲名」繼承祖業而進行了男性化手術，然而由於突發事件（三河的左遷事件）只进行到胸部切除。
沒有胸便是那時的后遗症，被葵·托利戲稱為貧胸，但平时托利一般用「正純」的日文音读发音「せじゅん」称呼她。
有一隻食蟻獸型的走狗，取名為「月輪（ツキノワ）」但卻有過度溺愛的傾向，主要作用為行動電話。
諸聖·示申原（配音：田村睦心）
學生會書記兼軍師。個子矮小的眼鏡少年。
雖然總是冷淡面對周圍的笨蛋所引起的騷亂，但也有著熱愛歷史並志願成為作家如此羅曼蒂克的一面。
與各國交戰的時候，擔任作戰的籌畫和指揮。
術式:為多重語言（原文:幾重言叶）透過文字作為取悅式神，並使所念內容於現實世界成真的術式。
名字由來取自「榊原（さかきばら）」的榊字去掉木字旁再拆字體轉變讀音而來。
四郎次郎·伯托尼（配音：子安武人）
學生會會計。總是板著一張撲克臉的金髮男。
是武藏工商會的青年幹部，與商業系的神締結有契約。曾用其搭配海蒂的走狗（白狐）向其他人購買（因為金錢為商業神的代演奉納）臨時術式
無論什麼事都以賺取利益為上，是所謂典型的守財奴。
對賺取商機以外的事不感興趣，因此與賺取商機有關的事就顯得興致昂然。
名字由來源自江戶時代的御用商人「茶屋四郎次郎」。
海蒂·奧蓋扎薇樂（配音：名塚佳織）
學生會會計助理。有著秀長淡綠髮的少女。無論公私都是四郎次郎的拍檔。對四郎次郎以「次郎君」作為暱稱。
總是面帶笑容，跟四郎次郎一樣都是守財奴。
曾說四郎次郎雖然很吝嗇，但她就是喜歡他的吝嗇（而且她也表示她自己也對四郎次郎很吝嗇）。
使喚著白狐型走狗「襟卷（エリマキ）」的所有人。

### 總長聯合
本多·二代（配音：小林優）
極東警護隊總隊長兼總長聯合臨時副長。頭紮馬尾的武士少女。戰種：近接武術師。
本多·忠勝的女兒。認真，但是是不黯世事的天然角色，有著秉持自我信念之道前行的氣質。第一人稱是「拙者（せっしや）」、語尾用「御座る（ござる）」。
與正純是在三河時候的學友，是個食量相當旺盛的人。與正純屬性有所區別是武鬥派跟巨乳。
2代目本多·忠勝的後繼襲名者。擅長應用消除阻力來提升速度的移動術式「翔翼（しょうよく）」，接手父親的神格武裝·蜻蛉切。
參與「赫萊森奪還作戰」時，為總長兼學生會長的葵·托利授任總長聯合臨時副長一職，原作第二集正式就職副長。
最大的強項是「速度」，利用上位契約的能力消除包含阻力，疲勞等一切對速度產生妨礙的因素（有極限），把身體的修行發揮到極致。
點藏·庫羅斯由奈特（配音：小野大輔）
總長聯合第一特務（諜報）。戰種：近接忍術師。
使用忍術，擅長近身戰和諜報，是一位實力高超的忍者，但同樣因此而擁有極其薄弱的存在感，貌似常被眾人忽視。
以披巾與帽子隱藏著面目，藉由帽子頭套前部狀似眼睛物的變化來表達感情。
自稱愛好「金髮巨乳」屬性的女孩。
曾在小學時被同學瑪魯伽·納爾傑嫌「身上有狗的氣味」，但後來兩人恩怨也在第二季第十話解除。
和瑪麗是夫妻關係因而被父親稱為叛徒（貌似是因為父親本人也是金髮巨乳控）而趕出家門。
清成·烏魯基亞加（配音：黑田崇矢）
總長聯合第二特務（裁判）。戰種：異端審問官。航空系半龍。通稱「烏基（ウッキー）」，自稱為「拙僧」。
出身異端審問官世家，志願成為異端審問官。
自稱喜歡「姐系」屬性的女孩，但實際上他的妻子卻比他年輕。
從第二季第13話可知，生日為6月7日。
曾對培根使用【電擊按摩】，卻因為培根不具有性別特徵而無效（詳見第二季第五話）。
其妻子是前仙台伊達教導院的副長伊達·成实。
內藤•清成的襲名者。
瑪魯戈特·奈特（配音：東山奈央）
總長聯合第三特務。M.H.R.R.出身。三年梅組胸圍位列第四>第五。金髮六翼的「墜天」少女，遠程魔術師，與瑪魯珈是戀人關係。
總是面帶笑容。使用只有魔女才有的飛行能力從事着運輸業。
專屬機動殼「黑孃（シュバルツ・フローレン）」。
內藤新宿的襲名者。內藤新宿是指建立內藤家構成初期松平鐵砲隊的用地“內藤新宿”。
瑪魯伽·納爾傑（配音：新田惠海）
總長聯合第四特務，M.H.R.R.出身。胸圍僅略大于鈴。黑髮六翼的「墮天」少女，遠程魔術師。漫研部長。性格惡劣，會優先把奈特的事情放在第一位。
擅長運用畫筆繪出白線條，使攻擊物路線隨所繪劃線導引行進的術式。
在第二季時甚至打了兩次敗仗（但奈特都贏）。
專屬機動殼「白孃（ヴァイス・フローレン）」。
成瀨•正成的襲名者。是作為原本在三方原之戰中作為松平·元信的替身而死去的"成瀨•正義"的下一任成瀨家當家。
涅特·彌托黛拉（配音：井上麻里奈）
總長聯合第五特務兼武藏騎士代表。六護式法蘭西出身的騎士。稱號「銀狼（アルジョント·ルウ）」。
水戶松平家的「襲名」繼承者。極東代表繼承權第2位。雖然如此，卻比較喜歡做騎士，認定葵為自己的「王」。
母親是人狼、父親是人類的混血兒。有著秉持貫徹騎士道的高尚信念。
不能變身成為野獸，卻能發揮出強大威力的怪力。擅長使用神格武裝「銀鎖」。
因為是人狼混血，喜歡吃肉。
母親是六護式法蘭西（法國）女王伊蒂亞（レーネ・デ・ガルウ）襲名法國六大元帥的杜倫尼子爵。
直政（配音：真堂圭）
總長聯合第六特務。戰種：重武神騎乘師。一邊在武藏機關部工作，一邊在宿舍過著單身生活。
右手臂是義肢的少女，與浅間身高相同，三年梅組胸圍位列第三。。戰鬥時使用重武神「地摺朱雀」作戰。大姐頭般的性格。

### 三年梅班
淺間·智（配音：小清水亞美）
出身：極東；種族：人類；戰種：遠隔武術師兼神奏術師；役職：武藏神道代表第二位、茶道部部長、風紀委員、三年梅组胸圍最大。
武器：弓型武裝「木葉」、「片梅」、「梅椿」；走狗：花美/咲耶型01（ハナミ（はなみ）/サクヤ型01）。
淺間神社的獨生女，與托利、喜美是青梅竹馬。被兩人時不時的欺負戲弄，蒙受許多損失。
遠距離攻擊的弓術能手。左眼植入名喚“木葉”的義眼（綠色）能夠進行精密瞄準射擊使用。
戰鬥時，透過走狗花美協助支援以代演奉納為弓矢附加術式加護的精密射擊。
在幼時祭典中的射擊遊戲中因射擊極其精準而被受圍觀，結果緊張太過而瘋狂地射擊一切在動的東西（主要是人），造成極大騷亂，自此也留下了一有情緒波動就會拿弓出來射人這一和其媽媽般的形象完全不一致的習慣，配合其實力而擁有了「射殺巫女」這一聞名各國的外號，本人雖對此非常不開心但其實也同時對自己當年未能射倒場內所有人有所遺憾。
葵·喜美（配音：齋藤千和）
主角葵·托利的姐姐。圖書室委員。與淺間相同的身高，三年梅组胸围位列第二。
稱呼托利“愚弟”，稱呼自己“賢姐”，有時會以帶有色氣兼毒舌般的話語來損弟弟，其實很為弟弟著想。
性格十分強悍，為人隨意，然而對幽靈之類的很感冒。招式屬於工口系與舞蹈，信奉藝能系主神鈿女（ウズメ）。
透過舞伎型走狗「烏姿（ウズィ）」以歌舞為奉納，能施展將一切外力干涉（甚至術式也無用）拒絕無效化的術式「高嶺舞」。
(於第二季得知，只要是有節奏的動作，無論是誰發出的皆能視為自身的代演奉納。)
有著不用術式及武器依然能打倒本多·二代的實力。
烏姿葵·喜美的舞伎型走狗，以歌舞為奉納，能施展將一切外力干涉（甚至術式也無用）拒絕無效化的術式「高嶺舞」。
向井·鈴（配音：悠木碧）
以瀏海遮蓋眼部的盲眼少女，有著濃厚的個人風格，是武藏的人們的良心迴路。有著視覺方面的障礙。
為補正視力障礙的缺陷，有了腰間和耳朵上的對物吊柵型感測器「音鳴小姐」提高了聽力，能感知到周圍難以察覺細微的聲響異變。
最大感知範圍為半徑三十公里，即使武藏在航行中，感知位置的誤差也在二十七公分內。
因為視力方面的障礙，不便目視文字，通常自己寫出文章，然後由淺間·智代為朗讀。
對小學時期就結識的葵·托利與赫萊森有好感。
諾力基（配音：平川大輔）
幼時父母雙亡為了維持大家族的生計而從早到晚工作的勤勞少年。
擅長格鬥戰，但體重較輕使打擊力不足，而使用創作術式「弥生月」以補強自身格鬥能力。
在每次戰鬥時如被稱為「戦士」時總會自己訂正為「勞動者」。
為人笨拙、沉默寡言、冷淡，口頭禪為「三下打倒～」及「知道的話就不用說出來」。
曾用自創術式「弥生月」打倒K.P.A.Italied的大將伽利略。
家系本為北条家重臣，但因與北條家聯姻不成而被其他家臣驅離，因而流離至武藏。原本是督姬的襲名者。
小說6下時以自創術式"霜月"打斷北條·氏直的雙手後求婚，最終與氏直結婚。
東（配音：森永理科）
原皇族·帝之子的少年。全部能力都被封印著的半神，在武藏生活著。外貌看似柔弱，待人親切且性格穩健，有著不懂世故的一面。可以說是三年梅班唯一正經的人。
與米莉安是同住一室的室友。自身謙稱詞「余」。
米莉安·波柯（配音：又吉愛）
因為只能靠輪椅生活，所以在家學習的少女。東的室友。
雖然常常毫無遠慮的發言，且性格強氣，實際上卻很和善。
照顧著東所帶回來的幽靈少女，間接成為幽靈少女視為有如母親的存在。
阿黛蕾·巴爾菲特（配音：大橋步夕）
出生於六護式法蘭西，從士階級的少女。雖然身材嬌小，但腳力相當優異。
戰鬥時使用著從父親那繼承的機動殼〈奔獸〉與長槍行動著。機動殼〈奔獸〉有著能防砲擊的超重裝甲特性，但相對笨重而機動力不高是缺點。
戰鬥時多以佩魯索那君抱著移動來獲得機動力與移動力。
武藏以傭兵名義為英國代理參戰格瑞福蘭海戰時，擔任臨時海戰指揮官。
哈桑·福爾布斯（配音：小野大輔）
印度諸聯合國出身的印度少年。經常隨時帶著咖哩食用的咖哩狂熱者。
攜帶的咖哩除了食用以外也有像將隱形術式無效化或擊沉幽靈船之類的效果。
佩魯索納君
頭戴著鐵製水桶盔的超肌肉男。有著怪力且心地善良。
作中未曾開口說話，會用手勢動作來表達感情。
御廣敷·銀二（配音：白石稔）
體態豐腴的少年。自稱「小生」。瞭解武藏食糧流通管理的料理部部員。
是一個十足十的「蘿莉控」，對於十歲以上的人沒興趣，其實是本人對年輕生命力示以崇敬的「生命禮贊」，嚴格來說其實是家族性信仰的一種衍生影嚮。
伊藤·健兒（配音：宮下榮治）
全裸禿頭的肌肉夢魔。通稱「伊藤健」（「イトケン」）。有著陽光燦爛的性格。
與黏吉十分的要好。
黏吉（配音：平川大輔）
充滿熱血俠義心腸但放在RPG中只相當於HP只有3的史萊姆（伊藤語）。軀體只要一個衝擊就潰散，過段時間就會自動癒合。
可以調整體內水分來進行一定程度內的硬度強化，形狀也可自由改變。

### 轉學生·留學生
瑪麗（メアリ）
暱稱:傷痕（傷有り）；種族：半木精（人類與木靈混血）；襲名：瑪麗·斯圖特、瑪麗·都鐸（メアリ・スチュアート 、 メアリ・チューダー）。
所屬：英國⇒武藏阿利亞達斯特教導院；役職：第一特務助理（第一特務補佐）。
戰種：全方位精靈術師；教譜：英國聖譜協奏派（英国協）、隱性神道（隠れ神道）；武裝：王賜劍一型。
詳情請參照英國「瑪麗」。
立花·宗茂（たちばな·むねしげ）
- 所屬：三征西班牙⇒武藏阿利亞達斯特教導院；役職：副長補佐。

詳情請參照三征西班牙「立花·宗茂」。
立花·誾（たちばな·ぎん）
所屬：三征西班牙⇒武藏阿利亞達斯特教導院；役職：副長補佐。
詳情請參照三征西班牙「立花·誾」。

### 教師
歐里歐特萊·真喜子（配音：白石涼子）
高中部三年梅班的班級導師。我行我素的行為模式十分有個性，而且跟學生互動也十分的友好。
擁有極高的身體能力，有著「現實中的亞馬遜女戰士」這一稱呼，最喜歡的東西就是酒。
不過因為「能與學生相對的只有學生」的規定的理由，在戰鬥中無法成為戰力。
三要·光紀（配音：清水愛）
三年竹班的班級導師。真喜子的後輩。因為梅班就在隔壁的緣故，時常被捲入騷動之中。
酒井·忠次（配音：楠大典）
武藏教導院學院長。過去曾經是三河松平四天王之首，因三河大規模左遷的緣故，遷到武藏教導院擔任學院長一職，但也因此沒在三河的毁滅或是事前的公主隱中失去生命，成為松平四天王唯一存活者。
雖然給人有種飄飄然不可靠的感覺，但當年被稱為「大總長」的實力到現在依然健在。
在4之上將自己持有的準神格武装「瓶貫（かめぬき）」讓渡給立花·宗茂。
義直（配音：真殿光昭）
武藏王兼教導院教頭。出身鄰近六護式法蘭西邊境的小國領主，受聖聯脅迫來到武藏擔任「王」。
有著像遊戲裡國王的面貌，自稱詞「麻呂（まろ）」，時常被葵·托利的無厘頭行為戲弄。
懷着昔日無法保護領地的領民的遺憾，決心保護現在的武藏，故反抗聖聯，將托利和赫萊桑任命為副王，自己則退居二線但繼續保留王的職權作為必要時的煞車，宣言在赫萊桑成年時正式歸還權力，實際上是因為届時托利等人已擁有足夠的經驗去完全接管武藏。

### 其他
武藏（配音：中原麻衣）
準巴哈姆特·航空都市艦「武藏」總艦長，統括用自動人偶。管理托利等人居住的航空都市艦·武藏的自動人偶。
全艦由八艘艦艇構成，各艦由艦名相同的八位自動人偶負責管理。辛辣的語調以及句尾的「以上」是其特徵。
女店長 / 葵·善鬼（配音：山田美穗）
麵包店兼輕食店「青雷亭」的女店長。性格豪爽的老闆娘。
收留來歷不明的自動人偶·P-01s，並且雇用她成為店員加以照顧。
托利與喜美的母親。
本多·正信（配音：高田裕司）
輔佐武藏教導院的暫定議會議員。本多·正純的父親，對自己的女兒表面上相當嚴厲，實際上有著隱藏的一面。
受到葵·托利請託，在梅班學生進行夜間幽靈探索冒險活動時，與小西一同穿上有謎樣少女圖案的大型布枕套扮鬼。
小西（配音：こぶしのぶゆき）
武藏的商人。與本多·正信有貿易方面的往來，與本多·正信有個秘密的共通興趣。，與本多正信一同穿上有謎樣少女圖案的大型布枕套扮鬼。
幽靈少女（配音：清水愛）
梅班學生眾人進行夜間幽靈探索冒險活動時，現身在東身邊、形體像幼兒的幽靈少女。之後為東與伊蓮兒收留照顧。
黑藻獸（配音：森永理科）
生活在下水道能夠淨化汙水的生物們。因為帶有異味所以不常出現在人群面前，但對平時為他們澆水的赫萊森視為友善而親近。
義直之妻（配音：夏樹莉緒）
義直的妻子，伴隨丈夫義直來到武藏。學生時代是體育委員。
三科・大（配音：豐口惠）
來自出雲産業座的後輩女學生。武藏機關部的重鎮三科・泰造的孫女。派遣至武藏協助直政對地摺朱雀的機體改造與維護。

## 三河
松平·元信（聲：速水獎）（已歿）
三河松平家君主。是目前三河進入鎖國狀態的主因。基本上不協助P.A.ODA與武藏以外的國家。
稱自己為「老師」，並且像上課一樣的說話是其特徵。
一手策畫以新名古屋城為中心的「地脈爐暴走」事件，並且向世人告知了「創世計畫」目的與大罪武裝是扭轉「末世」關鍵。
隨著地脈爐的爆炸一同殞滅，令三河地界中心一帶夷滅。
本多·忠勝（聲：楠見尚己）（已歿）
原松平四天王的一人，酒井稱呼為「ダッちゃん(忠仔)」。鹿角的主人與二代的父親，是使用神格武裝「蜻蛉切」的武鬥派。
奉主君松平·元信命令確保「地脈爐暴走」進行過程當中排除外力阻擾。
與前來阻止「地脈爐暴走」的立花·宗茂交戰一番。之後將「蜻蜓切」託付立花·誾代為轉交給二代。
完成使命後隨著捲入地脈爐的爆炸衝擊殞滅。
榊原·康政（聲：宮下榮治）（已歿）
原松平四天王的一人，因為是文書派，所以與忠勝跟酒井相比，擁有比較溫和的性格。
與酒井·忠次在聚會結束後私下談話提及公主隱一事，分別之後隨即遭遇公主隱。
井伊·直政（已歿）
原松平四天王的一人，在酒井·忠次與本多·忠勝等人會面前即已遭遇公主隱。
鹿角（聲：新谷良子）（已歿）
在本多家工作的自動人形。穿著羽織的侍女服與從耳朵那伸出的角型感應器是特徵。
雖然很毒舌，但是不允許自己以外的人對忠勝惡言相向，是個能與武神對決的武鬥派。
協助主人忠勝排除聖連的武神阻擾「地脈爐暴走」進行，隨後身體遭立花·宗茂以大罪武裝「悲嘆之怠惰」攻擊貫穿重創，失去下半身軀體。
為阻止宗茂昏迷前啟動「悲嘆之怠惰」的光束射線即將襲向地脈爐前，犧牲自身與光束射線連結讓蜻蛉切一同切斷而殞滅。

## 三征西班牙
腓力二世（聲：白鳥哲）
教導院「埃納雷斯堡」學生會會長兼總長聯合總長。戰種：全方位軍師。
是襲名腓力二世和大内義長的二重襲名者。平時一直在打掃，深藏不露。
被立花·誾三次誤會與胡安娜在進行不勘入目的事（實際上只有第三次是被胡安娜強吻）。
在與P.A.ODA的勒班陀海戰（嚴島之戰）的戰役中，因三征西班牙艦隊幾近全軍覆没，襲名者幾乎全部戰死，妻子及小孩也沒能保護，最後僅腓力二世一人活著回來，自己感到十分的愧疚及罪惡感，但也因此而被稱為勒班陀海戰的英雄。
胡安娜（聲：田中理惠）
教導院「埃納雷斯堡」學生會副會長兼會計。戰種：全方位經營師。掌管大罪武裝「嫌惡之怠惰」的八大龍王之一。
大罪武裝「嫌恶之怠惰」:具有让范围内的人所自卑的身体部位功能受到限制（並限制活动）。
外型予人理智穩重與體態肉感形象的女性。
對外宣稱長壽族，實際為被主張純血主義的三征西班牙所歧視的混血種族半壽族。被腓力二世於勒班陀戰役俞長壽族村救回。
迪亞哥·維拉斯奎茲（聲：三宅健太）
教導院「埃納雷斯堡」學生會書記兼畫家。黑髮細眼，山岳系長壽族的中年男。
掌管聖譜顯裝「身堅的節制·新代」
圣谱显装「身坚的节制·新代」：能力为让对手经过的时间翻倍（也能減半）。
葵·托利所持有的部分成人電子遊戲有部分是他製作的。
弘中·隆包（聲：安元洋貴）
教導院「埃納雷斯堡」總長聯合副長。野球部長。江良·房榮的丈夫。以打擊野球為攻擊招式的短打達人。
同時亦是襲名阿朗索·貝雷斯·德·古斯曼（アロンソ·ペレス·デ·グスマン）的二重襲名者。
在與P.A.ODA的勒班陀戰役(嚴島之戰)的戰役中戰死後，以幽靈形體繼續為三征西班牙效力。
掌管聖譜顯裝「身堅的節制·舊代」
圣谱显装「身坚的节制·旧代」：能力为让对手的威力一攻击次数而下降（例如攻击十次则让每次攻击的攻击力变成1/10）。
立花·宗茂（聲：杉田智和）
教導院「埃納雷斯堡」總長聯合第一特務。戰種：近接武術師。掌管大罪武裝「悲嘆之怠惰」的八大龍王。
頭髮短且密集的金髮青年，誾的丈夫。作為一名紳士，為人很正直（已到了正直得有了過了的地步），並採取無抵抗主義。
是襲名「神速」加西亞·德·塞巴留斯（ガルシア·デ·セヴァリョス）與「西國無雙」立花‧宗茂兩名的二重襲名者。
有著與「神速」之異名相符，能施展超高速移動之術式進行戰鬥。戰鬥方式為透過使用純粹的加速型即棄契約達到極高速而作戰，由於加速程度取決於契約的消耗量所以理論上並無極限，不過由於追求純粹的速度而放棄一切其他加護，所有的力量反遺都由身體承受，對身體的負荷極大。
也是立花·誾的丈夫，結婚前在沒有手下留情的情況下砍斷了立花·誾的雙手導致其必須裝備義腕。
參與阻檔托利等人營救赫來森行動時，與本多·二代交戰二回之後落敗，手上的大罪武裝亦被取走，事件之後因此被取消「立花宗茂」的襲名資格作為懲罰。
恢復意識後立刻趕往武藏去找誾，並和剛經歷敗北的誾一起提出解除襲名的申請，並且同時收到酒井忠次成為武藏的學生的入學邀請。后成为副长辅佐，并从酒井忠次处获得准神格武装“瓶贯”。
大罪武裝「悲嘆的怠惰」:有三種功能--可做為普通艦砲使用，通常驅動時可像蜻蛉切將映照刃面的有名之物切斷，超過驅動可發動大規模破壞武裝（連船艦都能一擊擊沉的上位砲擊），但須消耗大量流體。
江良·房榮（聲：淺野真澄）
教導院「埃納雷斯堡」總長聯合第二特務。弘中·隆包的妻子。平時面帶笑容、身型修長的長壽族女性。田徑部長兼航空隊指揮官。
同時亦是襲名阿爾拜羅·德·賓尚（アルバロ·デ·バサン）的二重襲名者。
在與P.A.ODA的勒班陀戰役（嚴島之戰）的戰役中戰死後，以幽靈形體繼續為三征西班牙效力。
为四圣式武神“道征白虎”的使用者。
道征白虎:由青龍、白虎、朱雀、玄武組的的四聖武神之一。
立花·誾（聲：寿美菜子）
教導院「埃納雷斯堡」總長聯合第三特務。戰種：全方位義体師。兩腕是義腕的少女。武裝：十字火砲。
宗茂的妻子。雖然很睿智，不過對於世間的俗事有著許多的誤解。深愛著宗茂。就算用大型義腕也能做家事的完美主義者。
一般戰鬥時是使用大型義腕和一雙十字火砲作戰，但完全實力時會使用自己現已義肢化的原有的雙手持有一手一雙合共四把十字劍外加一大一小兩雙十字火砲作戰，也即是手臂被砍下前的水平，但貌似因對身體負荷的理由而被宗茂等人在平時禁用。
本人的實力其實非常高強，失去雙臂前擁有凌駕於宗茂的實力（事實上宗茂也是受她指導），當時甚至有讓她襲名立花宗茂變成雙重襲名的打算。但最後被宗茂打敗，雙臂被完全進入戰鬥狀態而沒有手下留情的宗茂砍下，也因此令現在的宗茂獲得襲名。本人雖有不服，但也因宗茂在戰後的態度而被吸引，並在接下來的夫妻生活中對他的好感慢慢提高。
在宗茂被決定取消襲名後，為了為宗茂討回公道而決心和本多二代一戰以證明宗茂的敗北另有原因（自己不如宗茂，如果本多二代輸給自己，宗茂的敗北就不合理了）。在無敵艦隊之役的再現進入追逐戰階段時抗令留在武藏之上與本多二代繼續戰鬥，不幸戰敗後受到貴賓的待遇停留了在武藏之上，面臨被解除襲名的危機。在傷心之際剛恢復意識不久的宗茂到逹武藏，提出兩人同時解除襲名繼續一起生活的想法。現已和宗茂一起提出解除襲名的申請，並且同時收到酒井忠次成為武藏的學生的入學邀請。后成为副长辅佐。
佩特羅·瓦爾迪斯（聲：川原慶久）
教導院「埃納雷斯堡」總長聯合第四特務。野球部員。弗洛雷斯的哥哥。
一邊瀏海遮住右眼的金髮造型。
與妹妹弗洛雷斯（フローレス）一起合作，能夠用鐵球使出“消失的火焰魔球”的術式進行攻擊。
弗洛雷斯·瓦爾迪斯（聲：三瓶由布子）
教導院「埃納雷斯堡」總長聯合第五特務。野球部員。佩特羅的妹妹。
天真爛漫的個性使哥哥精神感到十分擔憂。

## K.P.A.Italia
伊諾森（聲：中田讓治）
教皇總長兼舊派首長，在聖連有著極大影響力。是名利用歷史再現企圖達到勢力擴張的野心家。
大罪武裝「淫蕩的御身」的掌管者，八大龍王的一人。
伽利略（聲：小山剛志）
K.P.A.Italia教導院第二特務。前教師。赤魔神族。
使用著能以對象或自身為中心移動的異端術式「天動說」與「地動說」。

## 英國
伊莉莎白/【妖精女王】（聲：田村由香里）
牛津教導院「女王的盾符」12。兼領總長聯合總長與學生會會長的「妖精女王」。一身豪奢服儀的金髮巨乳少女。
人類與妖精的混血兒。雖然自大而傲慢，但是也有天然一面的令人討厭不起來的性格。
 瑪麗／傷痕／雙重染血（聲：堀江由衣）
種族：木靈與人類混血；戰種：全方位精霊術師。
英國第四階層代表。金髮巨乳且天然的人，伊莉莎白【妖精女王】的雙胞胎姊姊。
為瑪麗一世及血腥瑪麗的二重襲名者。
精通精靈術式，因此能看見精靈且與之對話，同時亦持有神格武裝王賜剣一型。。
嘗試將墜落的運輸船以術式吹離河中玩耍的小孩，但被點藏阻止，其後發現若點藏沒有阻止她，被裝甲反彈的術式會傷害到小孩們。
在歷史再現的條件下與點藏一起逃亡至武藏，成為武藏總長聯合第一特務補佐。
跟點藏也是夫妻關係，雙方同居中。有不裸睡就睡不著的習慣。三年梅組胸圍位列第四。
目前也在淺間神社打工，補貼家用。
弥尔顿（聲：川原庆久）
第四阶层代表辅佐，走狗“八咫乌”形态，原是尼子十勇士残存三人之一的横道·正光。

### 女王的盾符
威廉·塞西爾（聲：桑谷夏子）
牛津教導院「女王的盾符」兩10。學生會副會長。有著如同雞蛋一樣體型的美食者，聲線很高，經常和副長羅伯特·達德利一起行動。
術式為將自身重量分享給其他人或物體，因為重量分享出去了所以自身重量減輕所以發動術式時會浮起來。
羅伯特·達德利（聲：山田美穗）
牛津教導院「女王的盾符」兩10。總長聯合副長。腳部繫著囚犯用足銬，面色與身型枯瘦的女性。
羅伯特·達德利史實中被說是為伊莉莎白的情人， 於英國捲起了非常大的醜聞。 所以這裡的英國把羅伯特·達德利的歷史再現決定為 「把醜聞的種子直接投進監獄，排除妖精女王的治世中後期昏暗的部分」 並選起一名少女襲名羅伯特·達德利直接封於牢中。 而把羅伯特·達德利從牢獄中救出，不擔心醜聞並命令羅伯特·達德利做為左右手的，就是妖精女王伊莉莎白她本人，自此，羅伯特·達德利就對妖精女王宣誓忠誠。
術式武器為網球拍，可使用「殺球聖術」反彈大部分攻擊。
聖譜顯裝其中一種的大手甲“巨大正義·舊代”左手的使用者，因為太瘦血壓很高。
聖譜顯裝“巨大正義·舊代”左手：能力為遠程控制範圍內的所有武器。
本·約翰遜（聲：小野坂昌也）
牛津教導院「女王的盾符」9。學生會書記。外型如健壯黑人的男性。
兼任文藝部部長的運動型詩人，喜歡用知識分子的語氣說話，保護伊麗莎白的「女王盾符」的開發者。
名字取名來自於英國著名詩人本·約翰遜（本·約翰遜也是非裔運動員的名字，故為黑人形象）。
尼古拉斯·培根（聲：三瓶由布子）
牛津教導院「女王的盾符」8。書記輔佐兼國璽尚書。外型如年幼少年，寄宿在英國國璽的守護精靈。
雖然看上去像孩子一樣，其實是寄宿著英國國靈的守護精靈，掌控著巨錘型的神格武裝“英國認證”。
神格武裝“英國認證”：能力為集中英國本土內與被敲打物屬性相同的所有物(或人)的總攻擊力作為下次攻擊的總攻擊力。
查爾斯·霍華德（聲：成田劍）
牛津教導院「女王的盾符」7。學生會會計兼海戰長。戴著眼鏡的中年男。
管理著英國艦隊與財政的鉅商。過度亢奮時會噴鼻血。
不參與戰鬥，但擁有大量財產並可以長時間使用，英國艦隊的持有者，指揮權交給德雷克，自己負責管理。
托马斯·莎士比亚（聲：齋藤桃子）
牛津教導院「女王的盾符」6。文藝部副部長。戴著眼鏡的長寿族的少女。
掌管大罪武裝「拒絕的強欲」的八大龍王之一。與示申原曾经是第十三无津乞令教导院的同年级同学。
在動畫第二季第10話與示申君對決時召喚了莎士比亞著名角色「李爾王」但被附身在示申君的「麦克白」（原本是莎士比亞用來唆使示申君殺掉托利術式）反將一軍（麦克白為弒王的篡位者，正好剋李爾王的國王角色）。
可製造「劇場空間」作為不會影響現實世界的戰場。
英國的著名人氣作家，有著毒舌與冷淡的病嬌行為的雙重人格者。
弗朗西斯·德雷克（聲：竹内良太）
牛津教導院「女王的盾符」5－1。海戰副長。半狼的男子。
聖譜顯裝其中一種的大手甲「巨大正義·舊代」右手的使用者。
持有食人認可證，已婚。
聖譜顯裝「巨大正義·舊代」右手：使一切玷汙英國正義的所有行為無效化。
约翰·霍金斯（聲：千葉進歩）
牛津教導院「女王的盾符」5－2。船舶部部長。戴著泳帽與僅身著競泳褲的男性。
可製造速成游泳池做為戰場。
湯姆斯·坎文德修（聲：柚木涼香）
牛津教導院「女王的盾符」5－3。船舶部經理。長髮人魚女性。
幫助约翰·霍金斯辦認方位。
葛蕾斯·奧馬里（聲：豐口惠）
牛津教導院「女王的盾符」4。率領英國海賊艦隊的木靈族綠髮女海賊。別稱「海賊女王」。與伊麗莎白是好友。
克里斯托弗·赫頓（聲：大川透）
牛津教導院「女王的盾符」3。穿著神父風衣裝與髑髏首飾的骷髏人。
式神為死人系，可召喚骷髏人攻擊。
每句的語尾為「Death!」。
F·沃爾辛厄姆（聲：桑谷夏子）
牛津教導院「女王的盾符」2。役職：風紀委員長。四肢關節處狀似浮游分離的自動人形。在攻擊前會複誦指令。
本體是人型走狗OS，操控著自動人形來行動 。
沃爾特·雷利（聲：大川透）
牛津教導院「女王的盾符」1。役職：戰時補佐官。以瀏海隱蔽眼睛部位，出身極東人的高大壯漢男子。
平時沉默寡言，在英國與武藏的會議中，難得在聊天室的發言也是:「……。」
使用重力刀，必要時會用分身術。
實際上是尼子十勇士的生存者之一。元襲名為「山中・幸盛」。

### 其他
犬鬼（聲：安元洋貴）
以勞動為活，外型似犬與三頭身高的半使役精靈。群居在礦層地脈為巢所。以對價物締結契約就可從事一些簡便勞動委託。

## P.A.Oda
位于近畿（关西地区）和东海一带，织田+奥斯曼帝国。主教导院是“P.A.M”。
以织田信长的袭名者为主导，现在是半脱离圣联的状态。和三河是同盟。和M.H.R.R是协同关系，合称为“P.A.O.M.”。
因和三河同盟而没有被分发大罪武装，自行开发了称为“五大顶”的同类武装。

### 五大頂（六天魔軍）
P.A.Oda的主力。又称“六天魔军”，因四号共有2人故正确人数为6人。各有专用武裝。